# Vilém Červený
Vilém Červený (Malšovice, 7 dicembre 1908 – Oslo, 14 febbraio 1977) è stato un allenatore di calcio e calciatore cecoslovacco, di ruolo attaccante.

## Carriera

### Giocatore

#### Club
Červený vestì la maglia dei francesi del Nîmes.

### Allenatore
Abbandonata l'attività agonistica, fu allenatore dello Skeid che vinse la Coppa di Norvegia 1947 e del Sarpsborg che si aggiudicò l'edizione di due anni più tardi. Dal 1949 al 1952, fu il tecnico dello HamKam. Nel 1956, fu allenatore del Vålerengen. Nel 1969, ricoprì il medesimo incarico al Moss.

## Palmarès

### Allenatore

#### Competizioni nazionali
- Coppa di Norvegia: 2

Skeid: 1947
Sarpsborg: 1949